# Fabricación artesanal de violines en Cremona
La fabricación artesanal de violines en Cremona es una antigua forma de artesanía propia de la ciudad de Cremona (Italia) donde desde el siglo XVI se ha desarrollado la producción de instrumentos de cuerda frotada tales como violines, violas, cellos y contrabajos.
Esta artesanía (nombre oficial en italiano: "Saperi e saper fare liutario della tradizione cremonese") fue declarada en el 2012  patrimonio cultural inmaterial de la Humanidad por UNESCO, durante la 7.ª sesión del Comité Intergubernamental en París.

## Técnica

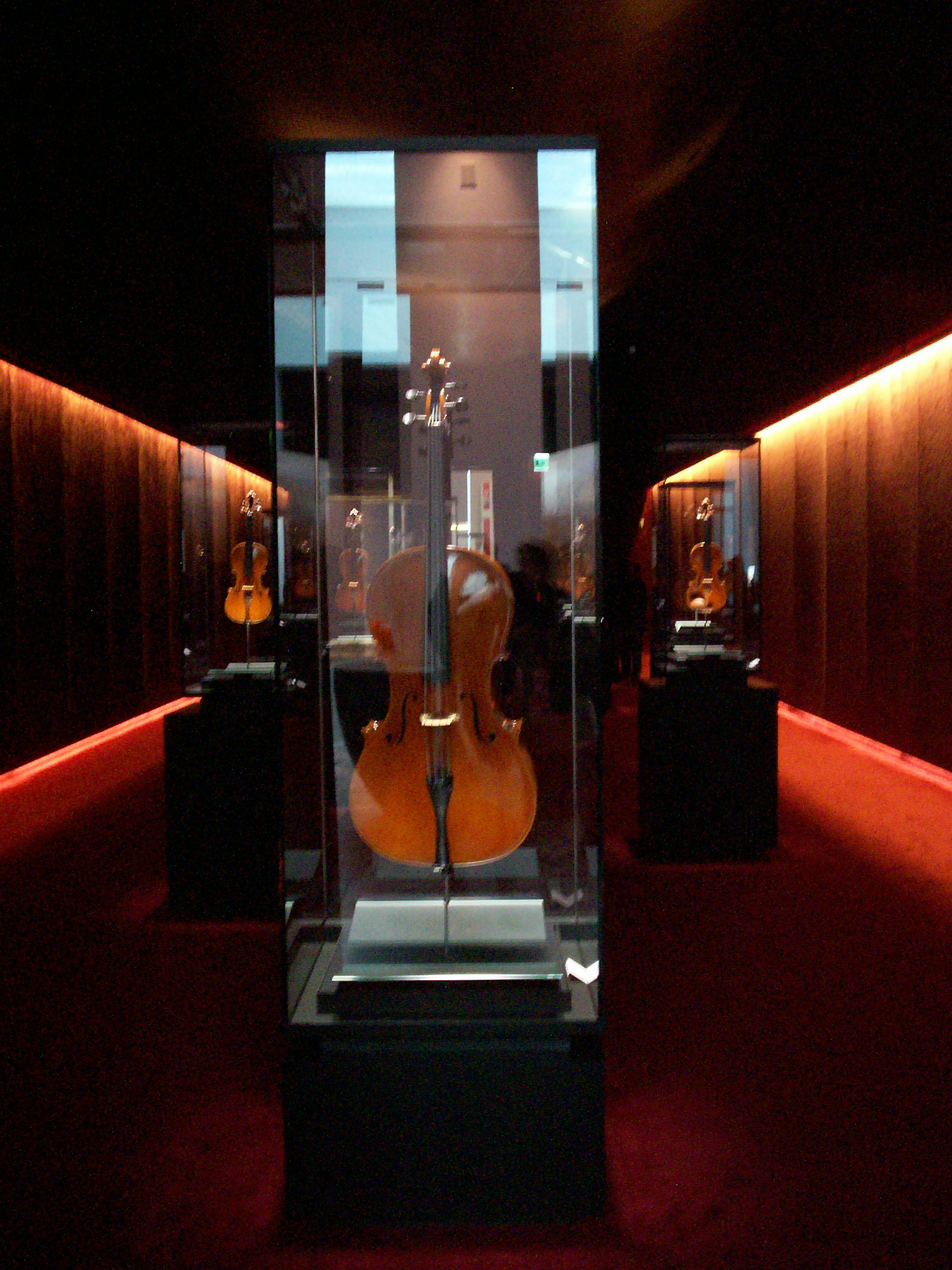
La "caja del tesoro" en el Museo del violín en Cremona.

Se pueden fabricar los instrumentos de cuerda mediante diferentes métodos, pero los lutieres de Cremona han desarrollado una técnica considerada única en el mundo.
Cada instrumento es fabricado a mano y ensamblado utilizando más de 70 piezas de madera diferentes. Cada parte de un violín requiere de una técnica específica, que se adapta de acuerdo a las diferentes respuestas acústicas de cada pieza de madera: por esta razón es imposible obtener dos violines absolutamente idénticos. Cada parte de un violín se fabrica utilizando una especie específica de madera, seleccionada con cuidado y secada en forma natural, por lo que su preparación no puede ser forzada ni ser realizada en forma  artificial.

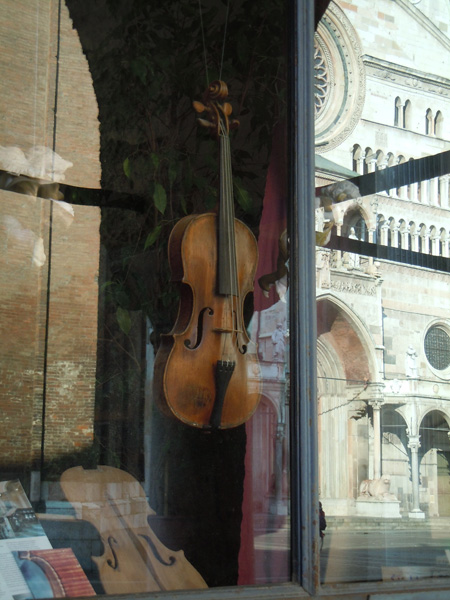
Un violín en exposición en Cremona.

En la fabricación del violín tradicional de Cremona, no se permite el uso de ninguna parte industrial o semi industrial, además está prohibida la pintura en aerosol. Aunque muchos de los elementos que conforman el instrumento musical parecen tener una función puramente ornamental, en realidad los mismos desempeñan importantes funciones para conseguir el tono o la amplificación del sonido apropiada, o para proteger el instrumento ante accidentes o caídas.
El proceso de construcción del violín es seguido personalmente por el artesano a cada paso, comenzando en la selección del árbol y su madera hasta completar el instrumento: por esta razón un artesano de violines de Cremona solo logra producir 3 a 6 violines por año.
La fabricación tradicional de un violín requiere de un acabado conocimiento de todos los materiales naturales y las técnicas de manufactura, las cuales han sido transmitidas de generación en generación desde el siglo XVI, cuando alcanzaron popularidad los violines de Cremona, gracias a las habilidades  de la casa de  Amati, que luego fueron mejoradas y refinadas por Stradivari, Guarneri y Bergonzi.

## Protección

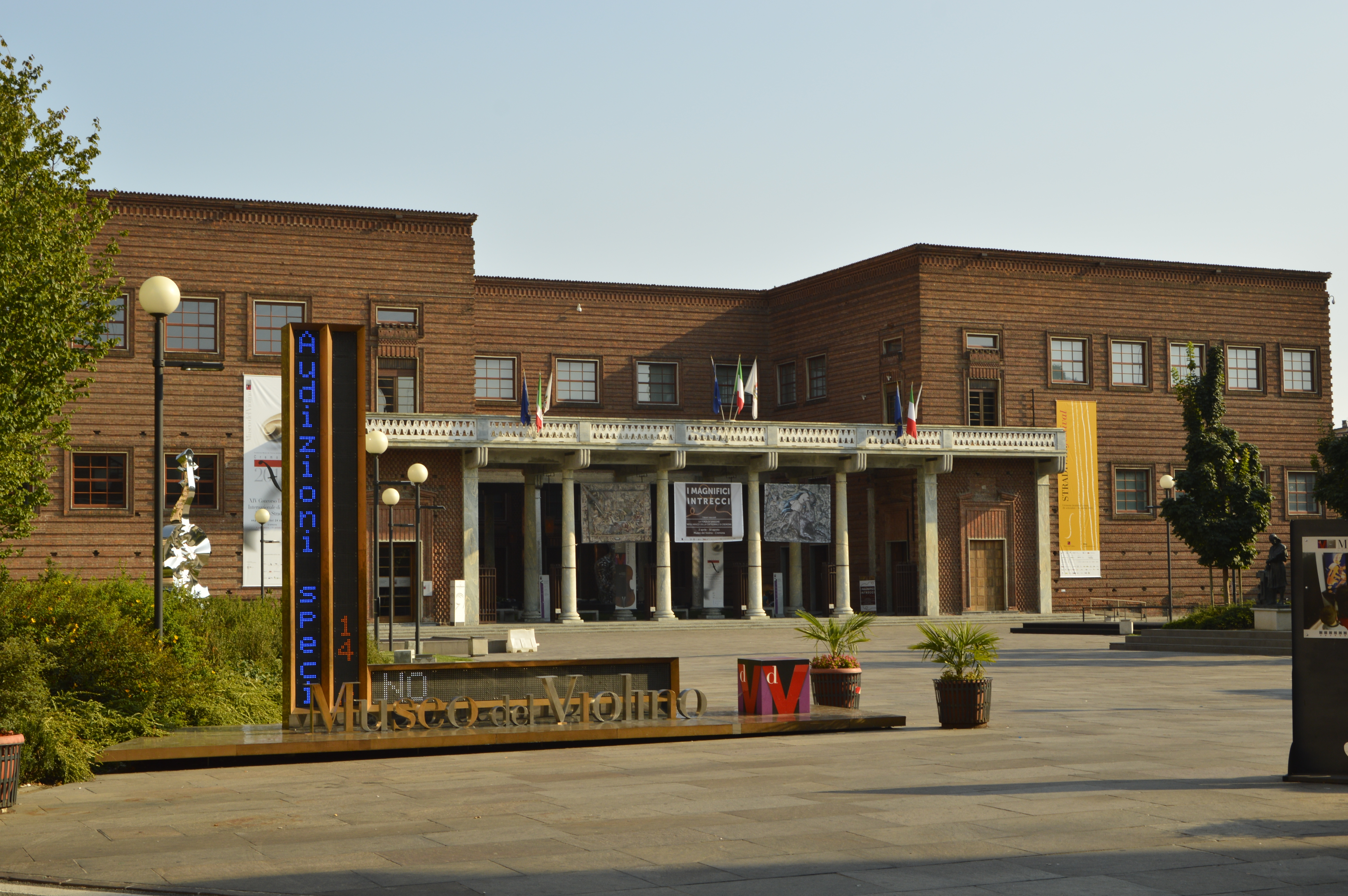
Museo del violino.

La tradición de fabricación artesanal de violines en Cremona es protegida por dos organismos: el Consorcio de Fabricantes de Violín Stradivari y la Asociación  Italiana de Fabricantes de violines, los cuales representan a más de 140 artesanos. Además, en 1938 se fundó la Escuela Internacional de Fabricación de Violines de Cremona (Scuola Internazionale di Liuteria di Cremona).
Luego del reconocimiento por parte de UNESCO, en el 2013 se inauguró el nuevo Museo del violino (Museo del Violín) en el Palazzo dell'Arte en Cremona, completamente renovado y con un nuevo auditorio para escuchar música con los instrumentos nuevos y antiguos fabricados en Cremona.